# آل حوشان (مكيراس)

تعديل مصدري - تعديل

ال حوشان هي إحدى قرى عزلة مكيراس بمديرية مكيراس التابعة لمحافظة البيضاء، بلغ تعداد سكانها 995 نسمة حسب تعداد اليمن لعام 2004.